# Križ Kamenica
Križ Kamenica je naselje u Ličko-senjskoj županiji s 286 stanovnika.

## Stanovništvo
- 2001. – 286
- 1991. – 412 (Hrvati – 406, Srbi – 1, ostali – 5)
- 1981. – 488 (Hrvati – 479, Srbi – 4, Jugoslaveni – 1, ostali – 4)
- 1971. – 564 (Hrvati – 561, Srbi – 1, ostali – 2)

## Poznati ljudi
- Jasen Mesić – bivši ministar kulture Republike Hrvatske. Rođen u Zagrebu, porijeklom iz Kamenice.

## Vanjske poveznice
- Portal zavičajnog kluba Brinje
- Portal zavičajnog kluba Stajnica  Arhivirana inačica izvorne stranice od 8. srpnja 2006. (Wayback Machine)